# Черкаське військове лісництво
Державне підприємство «Черкаське військове лісництво» — спеціалізоване лісогосподарське підприємство, що належить до сфери
управління Міністерства оборони України.

## Історія
Черкаське військове лісництво організоване в 1949 році на базі виділеного із Вовчого лісництва Черкаського лісгоспу урочища «Черкаський бір» площею 2385 га та урочища «Білозірська дача» площею 555 га, переданого зі складу Білозірського лісництва Черкаського лісгоспу і урочища «Хіровська лісова дача» площею 805 га, виділеного зі складу Хіровського лісництва Чорноліського лісгоспу. Пізніше площа лісництва збільшилась за рахунок прийнятого від Білоцерківського лісництва урочища «Мордасово» площею 70 га. В 1959 році, на основі рішення Черкаського облвиконкому, до складу лісництва включена частина території Русько-Полянського лісництва Черкаського лісгоспу. В 1992 році прийнято до складу лісництва урочище “Паланка” площею 113 га. В 1993 році передано Уманському держлісгоспу урочище «Великий ліс» площею 449 га. В 1995 році передано Кам’янському держлісгоспу урочище «Капітанівська дача» площею 806 га. В 1998 році згідно рішення Черкаської обласної ради передано Навчальному центру «Оршанець» частину урочища «Руська Поляна» загальною площею 1026 га.
В порядку виготовлення правоустановчих документів на постійне користування земельними ділянками на лісові урочища які були надані для ведення лісового господарства ДП «Черкаське військове лісництво» були виготовлені державні акти на право постійного користування земельними ділянками окремо на кожну військову частину чи орган управління їх майном. Також правоустановчі документів на постійне користування земельними ділянками у постійне користування виготовлені по ДП «Черкаське військове лісництво». Виготовлення матеріалів теперішнього лісовпорядкування проводилося відповідно до вказаних правоустановчих документів, в межах постійних землекористувачів, через це у площі лісництва відбулися зміни і на момент теперішнього лісовпорядкування вона складає 4892,7 га.
Перше лісовпорядкування лісів, які входять до складу лісництва було проведено в 1949-1950 роках, одночасно з лісовпорядкуванням Черкаського лісгоспу. Наступні лісовпорядні роботи проводились в 1962, 1977, 1987, 1998, 2008 роках. В архівах збереглися такі матеріали цих робіт: проект організації і розвитку лісового господарства лісництва, таксаційні описи, картографічні матеріали в хорошому стані.
Попереднє лісовпорядкування (2008 року) було проведено Київською лісовпорядною експедицією ВО “Укрдержліспроект”. Роботи виконувались відповідно до вимог лісовпорядної інструкції 2006 року за І розрядом. Нинішнє лісовпорядкування проведено у 2018 році за І розрядом у відповідності з вимогами чинної лісовпорядної інструкції, рішеннями першої лісовпорядної наради і технічної наради за підсумками польових робіт.
Лісовпорядкування проведено за методом класів віку, який полягає в утворенні господарств, господарських секцій, які складаються з сукупності однорідних за складом і продуктивністю деревостанів, об’єднаних одним віком і способом рубки лісу. Первинною обліковою одиницею є таксаційний відділ, а первинною розрахунковою одиницею – господарська секція. Усі розрахунки здійснено на основі підсумків розподілу площ і запасів насаджень господарських секцій за класами віку.

### Історична довідка
Черкаське військове лісництво засноване в 1949 році на загальній площі 3036 га.
З 1949 року по 1992 рік Черкаське військове лісництво підпорядковувалось Черкаській квартирно-експлуатаційній частині Київського військового округу. Із травня 1992 року Черкаське військове лісництво переформоване у самостійне Державне підприємство (юридична особа) з власним балансом.
У відповідності до наказу Міноборони України від 10.10.1993 року № 235 па базі Черкаського військового лісництва сформоване Державне підприємство «Черкаське військове лісництво» Міністерства оборони України.
В подальшому, відповідно до наказу Міноборони України від 21.11.2008 року № 571 Державне підприємство «Черкаське військове лісництво» Міноборони України перейменоване у Державне підприємство «Черкаське військове лісництво».
Відповідно до наказу Міноборони України від 03.11.2009 року № 545 Державне підприємство «Черкаське військове лісництво» введене до складу Концерну «Техвоєнсервіс», в подальшому відповідно до наказу Міноборони України від 18.04.2012 № 257 виключене зі складу Концерну «Техвоєнсервіс».
Наказом Міністра оборони України від 15.05.2012 року № 327 Державне підприємство «Черкаське військове лісництво» включене до складу державного господарського об’єднання Концерн «Воєнремсервіс».
В подальшому Концерн «Воєнремсервіс» відповідно до наказу Міноборони України від 31.03.2015 № 141 перейменований в Концерн «Військессстмснеджмент».
З 01.03.2017 року на виконання рішення Міністра оборони України від 01.02.2017 року № 65 «Про затвердження Статуту Концерну «Військессстмснеджмент», наказу тимчасово виконуючого обов’язки начальника Головного управління майна та ресурсів від 24.02.2017 року № 49 «Про організацію роботи щодо перепідпорядкування ДП «Черкаське військове лісництво». Підприємство виключене зі складу Концерну «Військессстмснеджмент» та підпорядковане Головному управлінню майна та ресурсами Міністерства оборони України.
З 01.02.2023 року на виконання вимог Міністерства оборони України та Головнокомандувача Збройних Сил України від 25.11.2022 року  № Д-321/20/дск «Про проведення додаткових організаційних заходів у Збройних Силах України в 2022-2023 роках» та наказу Міністерства оборони України від 29.11.2022 року № 133КП «Про проведення організаційних заходів в органах військового управління, підпорядкованих Міністерству оборони України сформовано Управління корпоративної політики.
З 01.01.2024 року на виконання вимог директиви Міністерства оборони України та Головнокомандувача Збройних Сил України від 13.09.2023 року № Д-321/96/дск та згідно з вимог наказу Міністерства оборони України від 06.10.2023 року № 22/дск сформовано Управління корпоративного менеджменту.
З 01.01.2025 року відповідно до Положення про Міністерство оборони України, затвердженого постановою Кабінету Міністрів України від 26.11.2014 року № 617 (у редакції постанови Кабінету Міністрів України від 19.10.2016 року № 730), директиви Міністерства оборони України та Головнокомандувача Збройних Сил України від 11.11.2024 року № Д-321/104/дск Управління корпоративного менеджменту переформовано в Головне управління оборонних активів.

## Структура та лісовий фонд
За минулі роки площа лісів Державного підприємства «Черкаське військове лісництво» неодноразово змінювалася і станом на 01.01.2025 року становить 4892,7 га, з яких 4327,4 га вкриті лісовою рослинністю, та складається з трьох урочищ (урочище «Білозірська дача», урочище «Черкаський бір», урочище «Руська Поляна») розташованих на території Черкаської області.